# Concha Valdés Miranda
Concha Valdés Miranda (La Habana, 16 de julio de 1928-Miami, Florida, Estados Unidos de América; 19 de agosto de 2017) fue una compositora e intérprete de música cubana. Está considerada como la compositora más atrevida del bolero contemporáneo. Su mayor éxito es «El que más te ha querido» en la voz de Dyango. Fue nominado para el Grammy y primer lugar en los Estados Unidos. Además, es la autora de numerosas canciones que fueron populares en las voces de intérpretes como
Toña la Negra,
Celia Cruz,
Lucía Méndez,
Blanca Rosa Gil,
Olga Guillot,
Imelda Miller,
Sandro,
Tito Rodríguez,
Felipe Pirela,
Los Panchos,
Gilberto Santa Rosa,
Santos Colón,
Alberto Vázquez,
María Marta Serra Lima,
Sophy,
Floria Márquez,
Elena Burke,
Ismael Miranda,
Tito Nieves,
Tito Puente,
John Secada,
Sergio Vargas,
José Alberto "El Canario",
Johnny Ventura,
Cheo Feliciano,
Lucho Gatica,
Moncho y
Dyango.
Muchas de sus composiciones han sido utilizadas como temas en el cine español y mexicano.

## Pabellón de la Fama de los Compositores Latinos

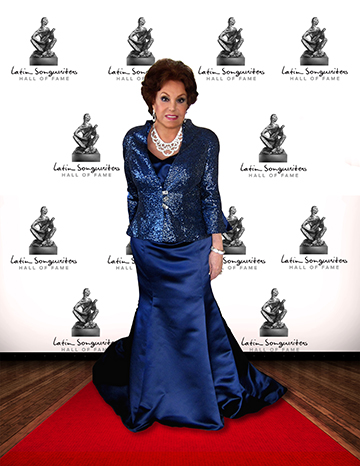
Concha Valdés Miranda, en la ceremonia de premiación del Pabellón de la Fama de los Compositores Latinos. Miami, 23 de abril de 2013.

El 23 de abril de 2013, se inauguró en Miami el Pabellón de la Fama de los Compositores Latinos, presidido por los músicos y productores Rudy Pérez y Desmond Child, donde se nominaron 22 compositores de habla hispana.
Las premiaciones fueron:
- Por México: Armando Manzanero
- Por Puerto Rico: José Feliciano
- Por España: Manuel Alejandro y Julio Iglesias
- Por Cuba: Concha Valdés Miranda

Allí recibieron el trofeo La Musa ―en memoria de la compositora Elena Casals.
En la gala, muchos intérpretes homenajearon la trayectoria artística de Concha Valdés Miranda, cantando algunas de sus canciones más exitosas.
El cantante y presidente del evento, Rudy Pérez, interpretó el tema «El que más te ha querido», después le sucedió María Martha Serra Lima, interpretando «El viaje», otro de sus grandes éxitos internacionales.
Al final de la ceremonia, Concha Valdés Miranda expresó que agradecía orgullosamente este premio como compositora latina, pero sobre todo, como compositora cubana y compositora mujer (la única entre los 22 hombres nominados), y elogió la labor de estos dos compositores, Rudy Pérez y Desmond Child, que crearon esta importante premiación para el mundo latino.

## Canciones (selección)
- El que más te ha querido[3][4]
- El viaje[5]
- La mitad[5]
- Como es posible
- Házmelo otra vez[6]
- Tápame contigo
- Orgasmo[6]
- Un poco de ti
- Haz lo que tu quieras
- Lo puro
- Mi principio y mi final
- Ven a vivir conmigo
- Tú te lo pierdes
- Aburrida
- En el medio de la vida
- Como antes
- Las cosas buenas de la vida
- Un poco de ti
- Hoy es viernes[6]
- Dos milagros
- Eso que dices de mí
- Voy a quitarme el luto[5]
- Déjame ser
- Voy a ver si me acuerdo
- En el libro de mi vida
- Sangre de bolero
- Mi mujer
- Estás jugando conmigo
- Nuestro amor
- Cuánto te quiero
- Algo me dice que no
- Cariño mio
- Lo nuestro
- Yo no lo sabía
- Señor usted
- Estoy buscando un hombre
- Limón y menta[7]
- Doctor[8]

## Discografía
- Concha Valdés Miranda interpreta sus canciones (LD) KUBANEY MT 323
- Concha Valdés Miranda: Erotismo y osadía (LD) RODVEN 2012.

## Cine
- Tápame contigo (1970)
- Sauna (1990)
- Jamón Jamón (1992)